# Lourdesgrotte (Heiligenkreuz)

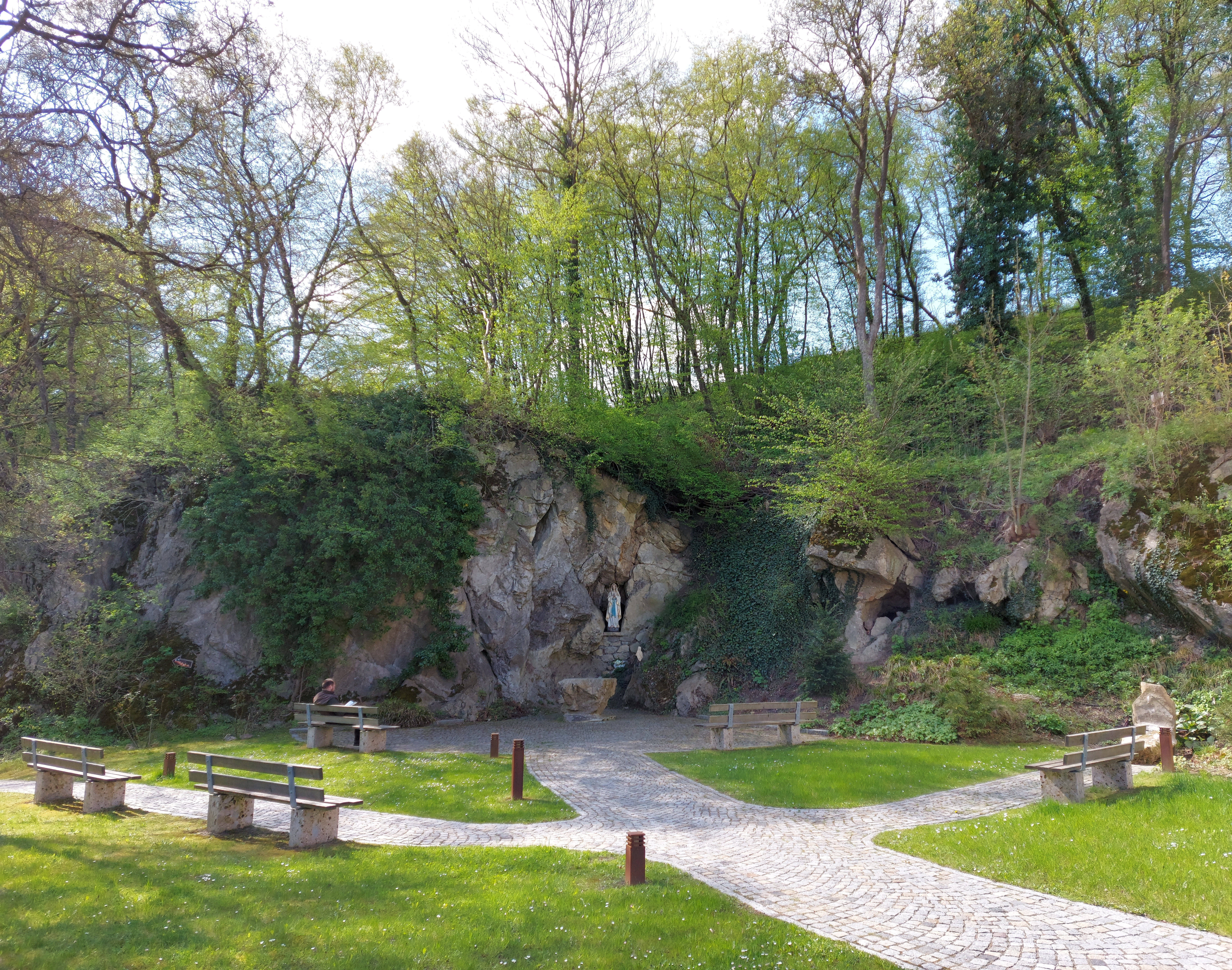
Lourdesgrotte in Heiligenkreuz (Niederösterreich)

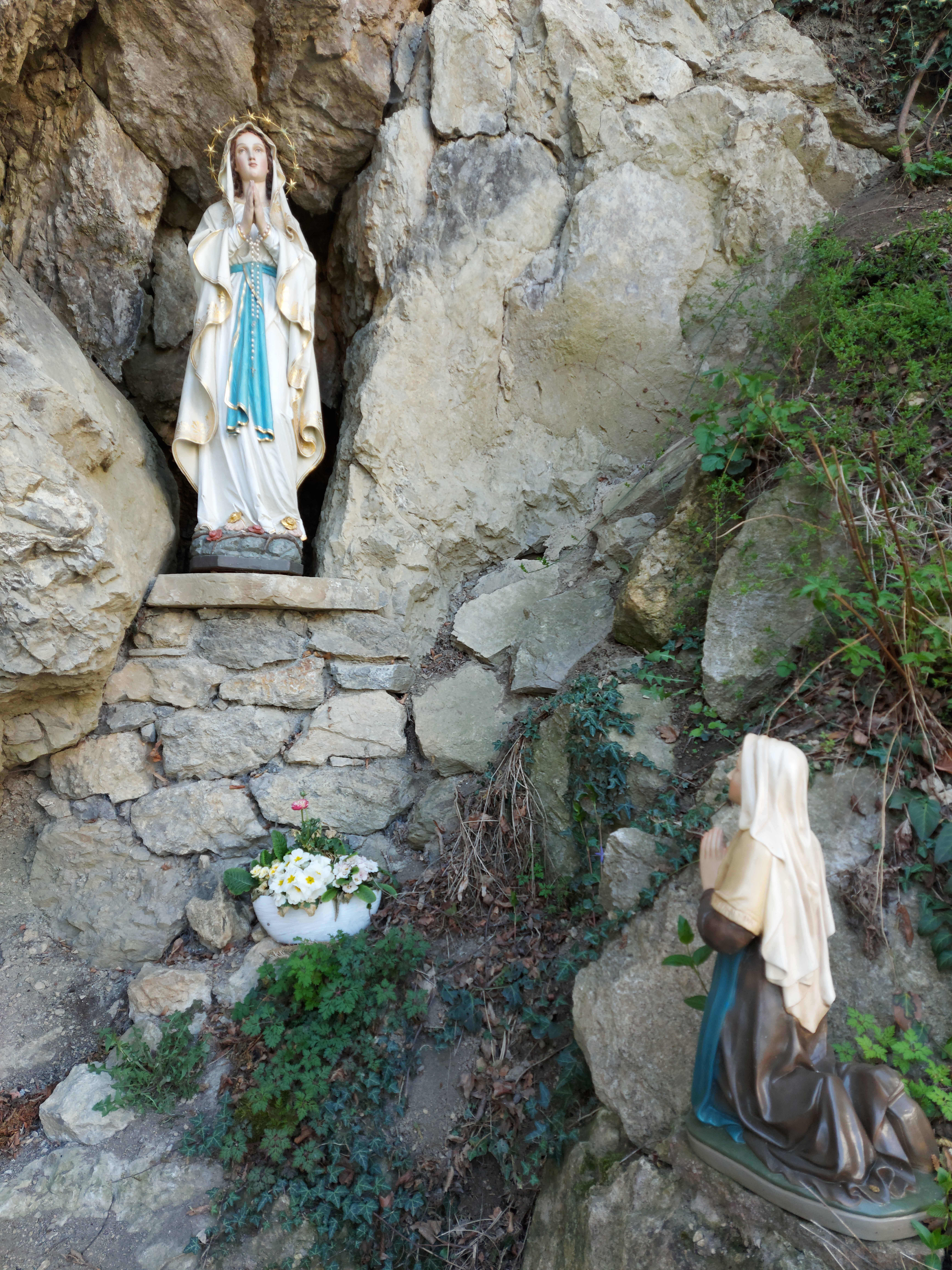
Lourdes-Madonna und heilige Bernadette

Die Heiligenkreuzer Lourdesgrotte ist eine Lourdesgrotte in Heiligenkreuz, einer Gemeinde im Wienerwald im Bezirk Baden bei Wien, die als ein religiöses Denkmal vom Stift Heiligenkreuz im Jahr 2017 zur Ehre der Gottesmutter Maria errichtet wurde. Wie alle Lourdesgrotten erinnert sie an die weltberühmte Erscheinungsgrotte im französischen Wallfahrtsort Lourdes.

## Lage und Geschichte
Heiligenkreuz liegt an der Via Sacra, dem Pilgerweg nach Mariazell, und ist seit alters ein Ort, an dem viele Pilgergruppen Station machen. Die Heiligenkreuzer Zisterzienser sagen über die Verehrung der Gottesmutter Maria: „Wo Maria verehrt und zu ihr gebetet wird, da bekommt der Glaube Wurzeln und wird lebendig und stark. Wo Maria geliebt wird, da wird auch die Kirche geliebt“. Deswegen wurde in unmittelbarer Nähe des Stiftes Heiligenkreuz in der Natur ein besonderer Platz für die Pilger errichtet – die Heiligenkreuzer Lourdesgrotte. Diese Mariengrotte wurde im Sommer 2017 in einer Naturfelswand direkt neben dem Sattelbach, beim mittelalterlichen Getreidespeicher an der Badener Straße, errichtet und am Vorabend von Mariä Himmelfahrt (14. August) durch den  Apostolischen Nuntius in Österreich, Erzbischof Peter Stephan Zurbriggen, eingeweiht. Eine Lourdes-Madonna aus dem frühen 20. Jahrhundert, ein Geschenk an das Stift Heiligenkreuz, wurde renoviert und in eine natürliche Felsgrotte gestellt, davor wurde aus dem gleichen Stein ein Altar zugeschnitten und aufgestellt. Seit August 2020 ist auch eine kleine Statue der heiligen Bernadette Soubirous, die von einem Wohltäter gestiftet wurde, Teil der Heiligenkreuzer Lourdesgrotte: Abt des Stiftes Lilienfeld Pius Maurer hat sie bei der großen Lichterprozession am 14. August 2020 gesegnet.